# Rap rock
Il rap rock è un sottogenere della musica rock che unisce sonorità tipiche di quest'ultima con elementi vocali derivati dal rap.

## Caratteristiche
I brani del genere sono spesso canzoni rock dove il cantante rappa al posto di cantare. Sono presenti anche elementi ritmici di derivazione hip hop e funk, a differenza del rock tradizionale. Dal rap rock trae origine il genere simile rap metal, che in comune col rap rock ha ritmi e chitarre rumorose, anche se il genere originario presenta un suono maggiormente integrato ed organico.

## Storia

### Inizi

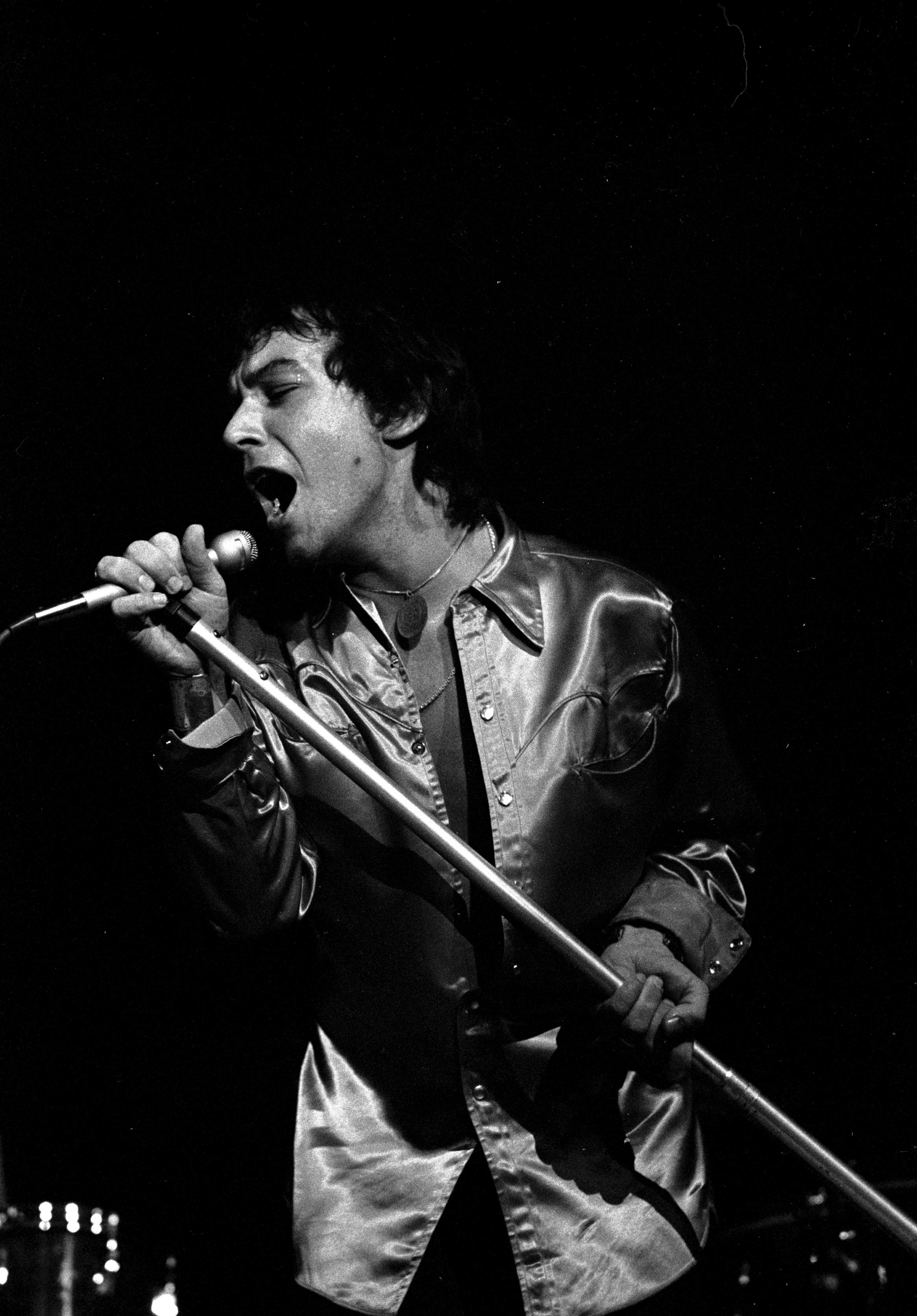
Eric Burdon, uno dei progenitori del genere (1976)

Uno dei primi esempi di genere fu "Year of the Guru" dei The Animals, un gruppo rock psichedelico dove il cantante Eric Burdon, secondo AllMusic, "[conseguì] il ruolo di un moderno rapper". Un altro esempio è "I Wanna Be Your Dog", brano del 1969 del gruppo garage rock/proto-punk The Stooges. Nel 1983 i KISS pubblicarono la canzone "All Hell's Breakin' Loose", compresa nella lista tracce dell'album Lick It Up, col cantante Paul Stanley che eseguiva versi rap.
Il 1984 è considerato l'anno dell'entrata in scena del genere. L'album d'esordio dei Run DMC comprendeva il brano Rock Box, con un riff di chitarra suonato da Eddie Martinez. Nello stesso anno i Beastie Boys pubblicarono il singolo Rock Hard, con un campionamento non autorizzato di Back in Black degli AC/DC. Anche il rapper LL Cool J pubblicò il singolo Rock the Bells, dove fondeva strofe rap convenzionali su basi hard rock. Anthony Kiedis, cantante e fondatore dei Red Hot Chili Peppers, eseguì parti vocali rap sul debutto omonimo del gruppo, e poi anche in album successivi. In un'intervista sulla rivista Penthouse nel 2002, Kiedis ammise "di aver contribuito col suo gruppo alla commistione di elementi vocali e strumentali caratteristici di rock e rap, ispirando probabilmente artisti come Kid Rock, Limp Bizkit, Linkin Park e altri ancora."
Nel 1984 anche la casa discografica Megaforce Records, nota in ambito metal, contribuì al debutto del genere rap rock. Il proprietario dell'etichetta Jon Zazula collaborò senza credito coi The Rods alla pubblicazione del singolo "Metal Rap", noto anche come "The Lone Rager".
Nel 1985 i Run DMC continuarono la loro esplorazione di incroci rock e hip hop, con la title track dell'album King of Rock. Il gruppo e il genere raggiunsero fama definitiva nel 1986, con una celebre collaborazione con gli Aerosmith col rifacimento del loro brano Walk This Way, pubblicato nel 1975. Il successo della nuova versione di Walk This Way permise all'hip hop di acquisire popolarità in classifica, anche al di fuori del suo tradizionale pubblico. Anche i Sugar Ray, formati nel 1986, elaborarono elementi dei futuri generi rap rock e nu metal.
Nel 1991 il gruppo thrash metal Anthrax, che aveva già pubblicato quattro anni prima il singolo "I'm the Man", collaborò col gruppo hip hop militante Public Enemy al rifacimento di "Bring the Noise", con strofe rap cantate da Scott Ian e Chuck D su potenti riff di chitarra e basso. Anche un precedente brano dei Public Enemy, "She Watch Channel Zero?!", presentava Chuck D che rappava su un riff di un brano degli Slayer, intitolato "Angel of Death".
Il rap rock cominciò a entrare nelle grandi classifiche musicali all’inizio degli anni novanta. Gruppi rock statunitensi come 311, 24-7 Spyz, Faith No More e Rage Against the Machine cominciarono a fondere influssi rock e hip hop. Nello stesso periodo si affermarono in Europa gruppi simili, come i britannici Pop Will Eat Itself e Senser. La colonna sonora del film La notte del giudizio comprendeva 11 collaborazioni tra musicisti hip hop e rock. Anche gli olandesi Urban Dance Squad mescolavano funk, heavy metal, hip hop e punk. I Biohazard, che avevano collaborato col gruppo hardcore hip hop Onyx al brano "Judgement Night" dalla suddetta colonna sonora, sono annoverati tra i pionieri del genere. L’album Black Sunday dei Cypress Hill aveva basi di derivazione rock, ma anche una grafica che si rifaceva, secondo l’autore di Allmusic Steve Huey, a gruppi metal.
Al di fuori degli Stati Uniti e del Regno Unito si affermarono gli svedesi Clawfinger, con l’album di debutto Deaf Dumb Blind.

### Il successo (anni 1990 e 2000)
Il rap rock raggiunse popolarità alla fine degli anni novanta, coi già citati 311, i Bloodhound Gang, Kid Rock e i Limp Bizkit, per poi proseguire all’inizio del decennio successivo.
Nel 1990 i Faith No More pubblicarono il singolo "Epic", che raggiunse la nona posizione nella classifica Billboard Hot 100. Nel 1996 l’album dei Rage Against the Machine Evil Empire raggiunse il primo posto della classifica Billboard 200, e fu premiato con tre dischi di platino dalla RIAA nel 2000.. Il loro debutto omonimo, pubblicato nel 1992, raggiunse il secondo posto della classifica Catalog Albums nel 1996, e fu premiato con tre dischi di platino dalla RIAA nel 2000, come il precedente album. Nel 1998 Kid Rock pubblicò  l’album d’esordio Devil Without a Cause, premiato con un disco di diamante dalla RIAA nel 2003. Nel 1999 i Limp Bizkit pubblicarono l’album Significant Other, che nei soli Stati Uniti ha venduto 7,237,123 copie. Nel novembre 1999 l’album dei Rage Against the Machine The Battle of Los Angeles raggiunse il primo posto della classifica Billboard 200, e un mese dopo fu premiato dalla RIAA con due dischi di platino.

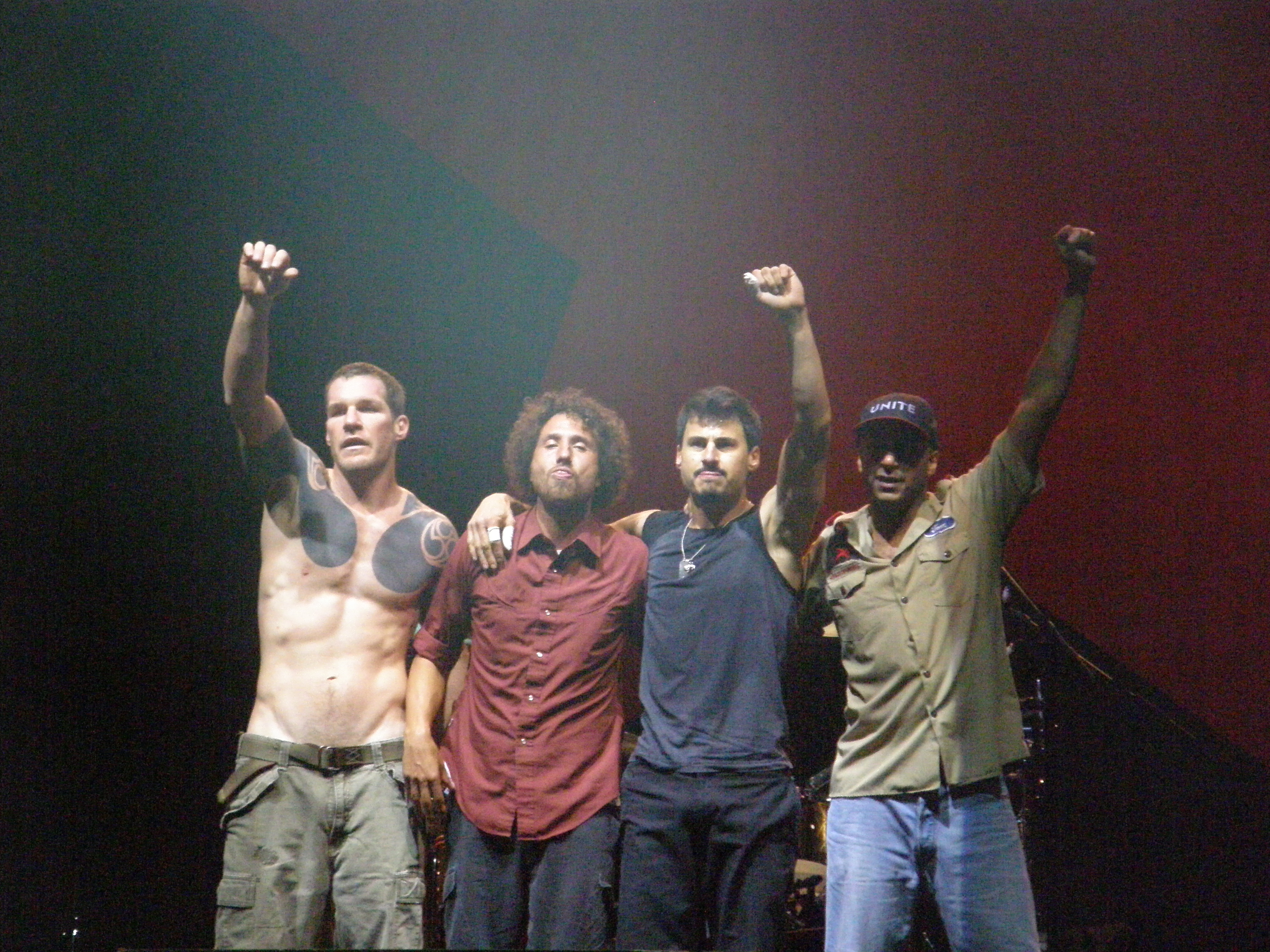
I Rage Against the Machine nel 2007

La terza edizione di Woodstock del 1999 è considerata l'apice del fenomeno rap rock, per aver permesso l’esibizione di vari artisti associati al genere, come Insane Clown Posse, Kid Rock, Limp Bizkit, Rage Against the Machine, Red Hot Chili Peppers e Reveille, ma anche di artisti musicalmente simili come Korn, Godsmack e Sevendust.
Nel 1999 i P.O.D. pubblicarono il loro esordio ufficiale The Fundamental Elements of Southtown, il cui singolo "Rock the Party (Off the Hook)" raggiunse la prima posizione della classifica di Total Request Live su MTV. L’album fu premiato un anno dopo con un disco di platino dalla RIAA. Nel 2000 il terzo album in studio dei Limp Bizkit, Chocolate Starfish and the Hot Dog Flavored Water, detenne il record di vendite nella prima settimana per un album rock, avendo venduto più di un milione di copie negli Stati Uniti  nella prima settimana di pubblicazione—di cui 400,000 nel primo giorno, superando il precedente record di Vs. dei Pearl Jam. Nei soli Stati Uniti Chocolate Starfish and the Hot Dog Flavored Water ha venduto 8 milioni di copie. Nel 2000 furono pubblicati anche Renegades dei Rage Against the Machine, premiato un anno dopo dalla RIAA con un disco di platino, e Infest dei Papa Roach, che ottenne risultati simili. Nel marzo del 2001 il singolo dei Crazy Town "Butterfly" raggiunse il primo posto della classifica Billboard Hot 100, permettendo al loro album d’esordio The Gift of Game di vendere un milione e mezzo di copie nei soli Stati Uniti. Nel 2001 l’album d'esordio dei Linkin Park, Hybrid Theory, vendette 4,8 milioni di copie. Il singolo "In the End" raggiunse la seconda posizione della classifica Billboard Hot 100 e la prima della classifica Mainstream Top 40. Nello stesso anno i P.O.D. pubblicarono l'album Satellite, premiato un anno dopo con tre dischi di platino dalla RIAA. Nel 2002 il brano di Eminem "Lose Yourself", con accenni di rap rock, raggiunse il primo posto della classifica Billboard Hot 100.
Nel 2003 i Linkin Park pubblicarono il secondo album Meteora, che raggiunse il primo posto della classifica Billboard 200 e vendette 810,000 copie nella prima settimana di pubblicazione. Nei soli Stati Uniti Meteora ha venduto 6,100,000 copie.

### Declino e nuovi sviluppi (anni 2000 e 2010)

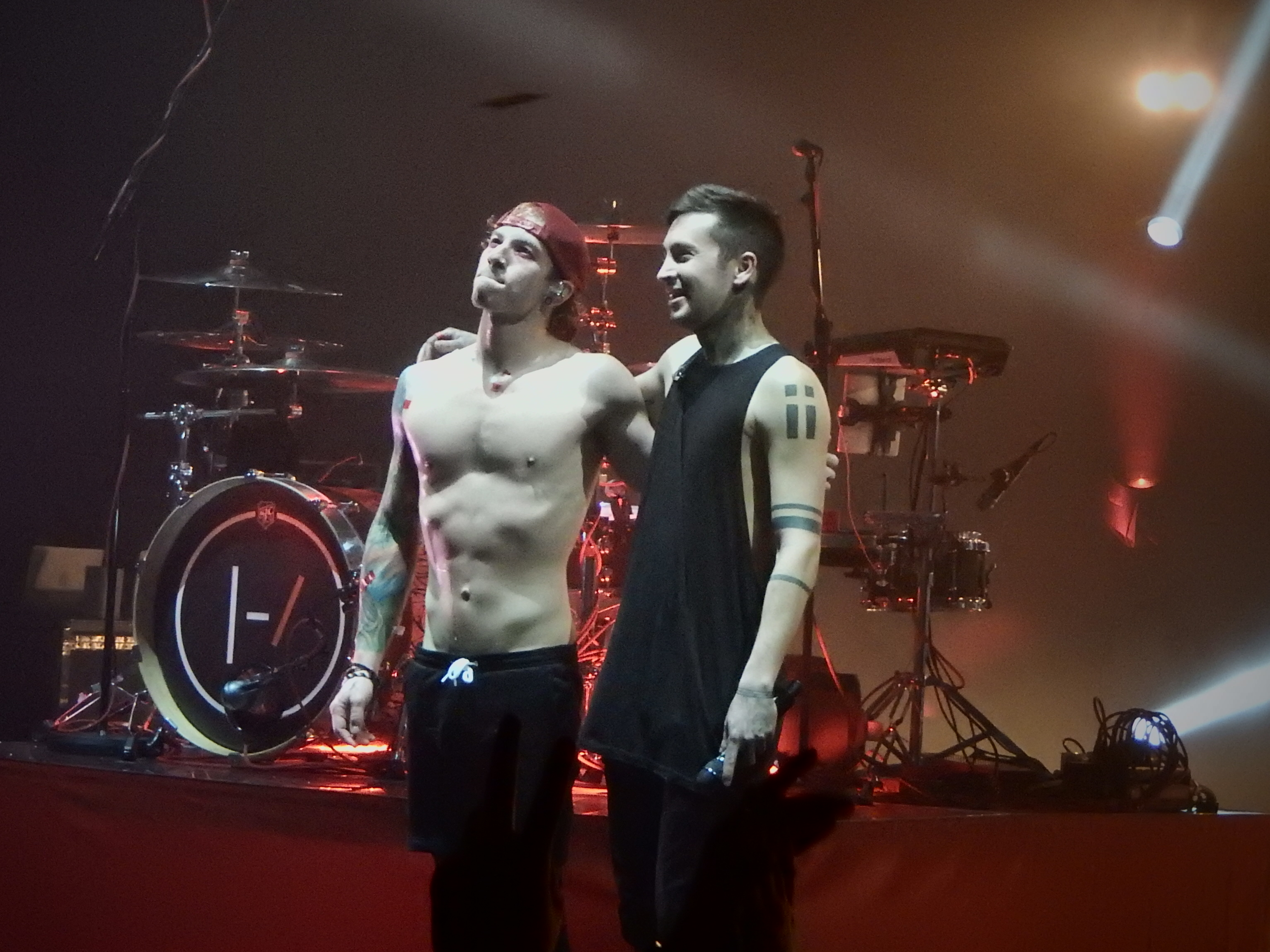
Il duo Twenty One Pilots nel 2016

A partire dal 2002 si è cominciato a parlare di declino del rap rock, solo in parte portato avanti, negli anni immediatamente successivi, da gruppi come Linkin Park e P.O.D.. Negli anni 2010 si sono affermati nuovi artisti di genere come Death Grips e Twenty One Pilots, che fondono l'hip hop con elementi di indie rock e industrial rock.